# Grand Prix automobile des États-Unis Est 1980
Résultats du Grand Prix des États-Unis Est de Formule 1 1980 qui a eu lieu sur le circuit de Watkins Glen le 5 octobre 1980.

## Classement
| Pos. | No | Pilote             | Écurie          | Tours | Temps/Abandon                     | Grille | Points |
| ---- | -- | ------------------ | --------------- | ----- | --------------------------------- | ------ | ------ |
| 1    | 27 | Alan Jones         | Williams-Ford   | 59    | 1 h 34 min 36 s 05 (203,380 km/h) | 5      | 9      |
| 2    | 28 | Carlos Reutemann   | Williams-Ford   | 59    | + 4 s 21                          | 3      | 6      |
| 3    | 25 | Didier Pironi      | Ligier-Ford     | 59    | + 12 s 57                         | 7      | 4      |
| 4    | 12 | Elio De Angelis    | Lotus-Ford      | 59    | + 29 s 69                         | 4      | 3      |
| 5    | 26 | Jacques Laffite    | Ligier-Ford     | 58    | + 1 tour                          | 12     | 2      |
| 6    | 11 | Mario Andretti     | Lotus-Ford      | 58    | + 1 tour                          | 11     | 1      |
| 7    | 16 | René Arnoux        | Renault         | 58    | + 1 tour                          | 6      |        |
| 8    | 9  | Marc Surer         | ATS-Ford        | 57    | + 2 tours                         | 17     |        |
| 9    | 50 | Rupert Keegan      | Williams-Ford   | 57    | + 2 tours                         | 15     |        |
| 10   | 21 | Keke Rosberg       | Fittipaldi-Ford | 57    | + 2 tours                         | 14     |        |
| 11   | 1  | Jody Scheckter     | Ferrari         | 56    | + 3 tours                         | 23     |        |
| Nc.  | 7  | John Watson        | McLaren-Ford    | 50    | Non classé                        | 9      |        |
| Abd. | 2  | Gilles Villeneuve  | Ferrari         | 49    | Sortie de piste                   | 18     |        |
| Nc.  | 3  | Jean-Pierre Jarier | Tyrrell-Ford    | 40    | Non classé                        | 22     |        |
| Abd. | 30 | Jochen Mass        | Arrows-Ford     | 36    | Transmission                      | 24     |        |
| Abd. | 23 | Bruno Giacomelli   | Alfa Romeo      | 31    | Allumage                          | 1      |        |
| Abd. | 5  | Nelson Piquet      | Brabham-Ford    | 25    | Châssis                           | 2      |        |
| Abd. | 31 | Eddie Cheever      | Osella-Ford     | 21    | Suspension                        | 16     |        |
| Abd. | 6  | Héctor Rebaque     | Brabham-Ford    | 20    | Moteur                            | 8      |        |
| Abd. | 29 | Riccardo Patrese   | Arrows-Ford     | 16    | Accident                          | 20     |        |
| Abd. | 14 | Jan Lammers        | Ensign-Ford     | 16    | Direction                         | 25     |        |
| Abd. | 20 | Emerson Fittipaldi | Fittipaldi-Ford | 15    | Suspension                        | 19     |        |
| Abd. | 4  | Derek Daly         | Tyrrell-Ford    | 3     | Accident                          | 21     |        |
| Abd. | 22 | Andrea De Cesaris  | Alfa Romeo      | 2     | Collision                         | 10     |        |
| Np.  | 8  | Alain Prost        | McLaren-Ford    |       | Pilote blessé                     | 13     |        |
| Nq.  | 43 | Mike Thackwell     | Tyrrell-Ford    |       | Non qualifié                      |        |        |
| Nq.  | 51 | Geoff Lees         | Williams-Ford   |       | Non qualifié                      |        |        |

## Pole position et record du tour
- Pole position : Bruno Giacomelli en 1 min 33 s 291 (vitesse moyenne : 209,731 km/h).
- Meilleur tour en course : Alan Jones en 1 min 34 s 068 au 44e tour (vitesse moyenne : 207,998 km/h).

## Tours en tête
- Bruno Giacomelli : 31 (1-31)
- Alan Jones : 28 (32-59)

## Statistiques
- 10e victoire pour Alan Jones ;
- 11e victoire pour Williams en tant que constructeur ;
- 136e victoire pour Ford-Cosworth en tant que motoriste ;
- Dernier Grand Prix de Formule 1 disputé sur le circuit de Watkins Glen ;
- 112e et dernier Grand Prix pour Jody Scheckter